# Vampire vs Vampire
Pour plus de détails, voir Fiche technique et Distribution.
Vampire vs Vampire (一眉道人, Yi mei dao ren), aussi appelé New Mr. Vampire 2, est une comédie d'horreur hongkongaise réalisée par Lam Ching-ying et sortie en 1989 à Hong Kong. Elle fait partie du boom de popularité que connaît les films de jiangshi à Hong Kong dans les années 1980. Le titre fait référence à l'interaction dans le film entre un jiangshi enfant (sorte de zombie bondissant) et un vampire occidental.
Il totalise 11 190 000 HK$ de recettes à Hong Kong.

## Synopsis
Un prêtre taoïste (Lam Ching-ying) mène une vie paisible avec ses deux disciples Ah Ho (Chin Siu-ho) et Ah Fong (Lui Fong) dans une petite ville avec un petit jiangshi espiègle. Mais un jour, alors qu'il recherche de nouvelles sources d'eau, il rencontre un vampire européen dans l'église voisine, aidé par une comtesse morte-vivante. Bien que le prêtre parvienne à se débarrasser de cette-dernière, son exorcisme à la chinoise se révèle impuissant sur le vampire européen.

## Fiche technique
- Titre original : 一眉道人
- Titre international : Vampire vs Vampire
- Réalisation : Lam Ching-ying
- Scénario : Sam Chi-leung, Chan Kam-cheong et Sze Mei-yee
- Musique : Anders Nelsson (en), The Melody Bank, Alastair Monteith-Hodge et Tim Nugent
- Photographie : Cho On-sun et Kwan Chi-kam
- Montage : Peter Cheung
- Production : Chua Lam
- Société de production : Diagonal Pictures et Paragon Films
- Société de distribution : Golden Harvest
- Pays d'origine :  Hong Kong
- Langue : cantonais
- Genre : comédie d'horreur
- Durée : 86 minutes
- Date de sortie :
  -  Taïwan : 1er juillet 1989
  -  Hong Kong : 28 juillet 1989
  -  Corée du Sud : 5 août 1989

## Distribution
- Lam Ching-ying : le prêtre taoïste
- Chin Siu-ho : Ah Hoo
- Lui Fong : Ah Fong
- Maria Cordero : la mère supérieure
- Billy Lau : le général
- Sandra Ng : la cousine du général
- Regina Kent (en) : une religieuse
- Frank Juhas : le vampire européen